# Guillaume Julia
Guillaume Julia est un instituteur, militant associatif et homme politique français, né le 2 novembre 1900 à Saint-Laurent-de-Cerdans et mort le 16 décembre 1976 à Montpellier. Successivement socialiste, radical-socialiste, pétainiste puis communiste, il est très attaché à son village de Saint-Laurent-de-Cerdans qu'il habite toute sa vie et dont il devient maire puis conseiller général.

## Biographie
Guillaume Julia nait en 1900 dans une famille modeste de Saint-Laurent-de-Cerdans, un village isolé des Pyrénées-Orientales, mais qui est, à l'époque, un important centre industriel du département. À sa naissance, son père est ouvrier cerclier et sa mère sans emploi. Guillaume Julia poursuit ses études à l'école normale de Perpignan de 1916 à 1919, ce qui lui permet de devenir instituteur. Ne parvenant pas à obtenir de poste dans son village, il demande une disponibilité et vit de son travail d'ouvrier dans l'industrie de l'espadrille. En 1923, il se marie avec Pauline Gourdiole. Guillaume Julia réintègre le corps des instituteurs en janvier 1924, le poste tant convoité s'étant libéré. Il reste instituteur puis directeur d'école à Saint-Laurent-de-Cerdans jusqu'à sa retraite en 1959. La femme de Julia donne naissance à une fille, prénommée Élisa, en 1925.
Durant les années 1920, Guillaume Julia s'investit beaucoup dans la vie culturelle, associative et syndicale de Saint-Laurent-de-Cerdans. Adhérent à la SFIO, il s'en éloigne pour devenir radical-socialiste. Durant les années 1930, son activité est bien moindre.
En 1940, deux événements majeurs viennent chambouler la vie de Guillaume Julia : des inondations catastrophiques exceptionnelles et l'arrivée au pouvoir du Maréchal Pétain après la défaite. Guillaume Julia, sollicité comme tous les instituteurs de la région pour émettre un rapport sur les pluies diluviennes et les inondations, s'investit beaucoup dans cette activité et deviendra une des principales sources pour la connaissance de ce phénomène. Il soutient également activement le nouveau régime, devenant secrétaire local de la Légion des Combattants.
À la Libération, Guillaume Julia est protégé par son cousin Guillaume Saquer, nommé maire de Saint-Laurent-de-Cerdans par le Comité de Libération. En 1946, Guillaume Julia adhère au Parti communiste français dont il devient rapidement un des leaders locaux. Il se lance dans l'étude du marxisme et est élu maire de sa commune en 1947, battant le maire sortant, son cousin SFIO Guillaume Saquer. Il sera régulièrement réélu tous les six ans jusqu'en 1971 où il est battu par une liste de droite. En 1949, il est élu dès le premier tour conseiller général du canton de Prats-de-Mollo-la-Preste dont dépend sa commune. Il est battu en 1955 par Paul Alduy, puis est réélu en 1959, 1961 et 1967. Il ne se représente pas en 1973, au bénéfice de son camarade communiste Joseph Albert.
Il meurt d'une crise cardiaque à Montpellier, durant les fêtes de Noël, où il était allé visiter sa fille, alors qu'il participait déguisé en père Noël à un spectacle pour enfants.

## Personnalité
Guillaume Julia est un personnage qualifié de « farfelu » par ses proches. Il s'investit toujours avec passion dans ses activités, que ce soit l'analyse de l'aiguat de 1940 ou ses mandats politiques et actions associatives. Cette activité et son caractère sympathique lui permettent d'acquérir une grande popularité dans son village et la région du haut Vallespir qu'il s'attache à défendre. Son apparence rejoint son caractère : il est muni d'une longue et impressionnante barbe et des surnoms qui vont avec, comme « Moïse » ou « le Patriarche ».
Amateur d'art, il aime le théâtre, joue de la mandoline (y compris en cours devant ses élèves à qui il laisse un « souvenir impérissable »), compose et écrit des chansons. André Hunebelle lui attribue un petit rôle de berger dans le film de cape et d'épée Le Bossu — avec Jean Marais et Bourvil — tourné en partie dans les Pyrénées-Orientales.